# Raoul (voornaam)
Raoul is de Franse vorm van de jongensnaam Rudolf of Radolf in Duitsland. Varianten op de naam zijn Raöul, Raoûl, Raôul, Raoül, Raóul, Raoúl, Raōul, Ràoul, Raòul, Raõul, Raul, Raőul en Räoul. In Engeland steeg het gebruik van de naam na de Eerste Wereldoorlog nadat Britse soldaten in Frankrijk waren geweest. In 2014 waren in Nederland 2484 mensen met deze voornaam.

## Bekende naamdragers
- Raoul Baligand - Belgisch verzetsman en politicus
- Raoul Blanchard - Frans geograaf
- Raoul Bonnel - Belgisch volksvertegenwoordiger
- Raoul Bova - Italiaans acteur
- Raúl Castro - Cubaans politicus en revolutionair
- Raoul Cauvin - Belgisch scenarioschrijver van stripverhalen
- Raoul Cédras - Haïtiaans militair officier
- Raoul Claes - advocaat, liberaal politicus en burgemeester van de stad Leuven
- Raoul Coutard - Frans cameraman en filmregisseur
- Raoul Daufresne de la Chevalerie - Belgisch sporter
- Raoul Dautry - Frans ingenieur, spoorwegenontwikkelaar en minister
- Raoul de Fraiteur - Belgisch militair en minister
- Raoul Defuisseaux - Belgisch volksvertegenwoordiger
- Raoul de Graaf - Nederlands YouTuber
- Raoul de Hemptinne - Belgisch politicus
- Raoul de Jong -  Nederlands auteur, columnist, programmamaker en danser
- Raoul De Keyser - Belgisch kunstschilder
- Raoul Deleo - Nederlandse illustrator, tekenaar en animator
- Raoul Diagne - Frans voetballer
- Raoul Dufy - Frans fauvistisch kunstschilder, illustrator, stofontwerper en decoratieschilder
- Raoul d'Udekem d'Acoz - politicus
- Raoul Ehren - Nederlandse hockeyer en hockeycoach
- Raoul Esseboom -  Nederlands-Surinaams voetballer
- Raoul Follereau - Franse schrijver en journalist
- Raoul Hausmann - Oostenrijks dadakunstenaar
- Raoul Hayoit de Termicourt - Belgisch procureur-generaal
- Raoul Hedebouw - Belgisch bioloog en marxistisch politicus
- Raoul Heertje - Nederlands tekstschrijver, stand-upcomedian en schrijver
- Raoul Henar - Surinaams-Nederlands voetballer
- Raoul Hicguet -  Belgisch volksvertegenwoordiger
- Raoul Hyman - Zuid-Afrikaans coureur
- Raoul Hynckes - Nederlands kunstschilder
- Raoul Kenne - Kameroens voetballer
- Raoul Korner - basketbalcoach uit Oostenrijk
- Raoul Kraushaar - Amerikaans componist
- Raoul Lambert - Belgische voetballer
- Raoul Lévy - Frans filmproducent en regisseur
- Raoul Loé - Kameroens voetballer
- Raoul Martinez - Franse schilder
- Raoul Mayer - proost van Sint-Donaas in Brugge en diplomaat
- Raoul Mazeman de Couthove - baron
- Raoul Mesnier de Ponsard - Portugees ingenieur
- Raoul Mollet - Belgisch vijfkamper
- Raúl Montaña - Colombiaans wielrenner
- Raoul Ngadrira - Belgisch voetballer
- Raoul Peeters - Belgisch technisch directeur
- Raoul Pictet -  Zwitsers schei- en natuurkundige
- Raoul Pugno - Frans componist, organist en pianist
- Raoul Rémy - Franse wielrenner
- Raoul Richard - Belgisch minister
- Raúl Ruiz - Chileens-Franse filmregisseur
- Raoul Salan - Franse generaal
- Raoul Servais - Belgisch filmmaker en animator, internationaal erkend om zijn animatiefilms
- Raoul Steffani - Nederlands bariton
- Raoul Stuyck - Vlaams ondernemer
- Raoul Tack - Belgisch senator
- Raoul Tissot - Nederlandse burgemeester
- Raoul Van Caenegem - Belgisch hoogleraar en rechtshistoricus
- Raoul Van Overstraeten - Belgisch generaal
- Raoul Van Spitael - Belgisch politicus
- Raoul Vreven - Belgisch politicus
- Raoul Ubac - Belgisch kunstschilder, fotograaf en beeldhouwer
- Raoul Wallenberg - Zweedse architect
- Raoul Walsh - Amerikaans regisseur en acteur
- Raoul Warocqué - bestuurder